# Baiba Caune
Baiba Caune (ur. 12 sierpnia 1945 w miejscowości Stāmeriena, zm. 7 lutego 2014 w Jurmale) – radziecka kolarka szosowa pochodzenia łotewskiego, dwukrotna medalistka mistrzostw świata.

## Kariera
Pierwszy sukces w karierze Baiba Caune osiągnęła w 1968 roku, kiedy na mistrzostwach świata w Montevideo zdobyła srebrny medal w wyścigu ze startu wspólnego. W zawodach tych wyprzedziła ją jedynie Holenderka Keetie van Oosten-Hage, a trzecie miejsce zajęła Włoszka Morena Tartagni. Wynik ten powtórzyła na rozgrywanych sześć lat później mistrzostwach świata w Montrealu, gdzie przegrała tylko z Francuzką Geneviève Gambillon, a wyprzedziła Holenderka Keetie van Oosten-Hage. Caune nigdy nie wystartowała na igrzyskach olimpijskich.